# Brighton & Hove Albion Football Club 2020-2021
Questa voce raccoglie le informazioni riguardanti il Brighton & Hove Albion Football Club nelle competizioni ufficiali della stagione 2020-2021.

## Maglie e sponsor
| Casa | Trasferta | Terza maglia |

Sponsor ufficiale: American Express
Fornitore tecnico: Nike

## Organico

### Rosa
Aggiornata al 1º febbraio 2021.
| N. |                        | Ruolo | Calciatore          |
| -- | ---------------------- | ----- | ------------------- |
| 2  | Inghilterra (bandiera) | D     | Tariq Lamptey       |
| 3  | Inghilterra (bandiera) | D     | Ben White           |
| 4  | Inghilterra (bandiera) | D     | Adam Webster        |
| 5  | Inghilterra (bandiera) | D     | Lewis Dunk          |
| 6  | Polonia (bandiera)     | D     | Michał Karbownik    |
| 7  | Irlanda (bandiera)     | A     | Aaron Connolly      |
| 8  | Mali (bandiera)        | C     | Yves Bissouma       |
| 9  | Francia (bandiera)     | A     | Neal Maupay         |
| 10 | Argentina (bandiera)   | C     | Alexis Mac Allister |
| 11 | Belgio (bandiera)      | A     | Leandro Trossard    |
| 13 | Germania (bandiera)    | C     | Pascal Groß         |
| 14 | Inghilterra (bandiera) | C     | Adam Lallana        |
| 15 | Polonia (bandiera)     | C     | Jakub Moder         |
| 16 | Iran (bandiera)        | C     | Alireza Jahanbakhsh |
| 17 | Colombia (bandiera)    | C     | Steven Alzate       |
| 18 | Inghilterra (bandiera) | A     | Danny Welbeck       |
| 19 | Colombia (bandiera)    | A     | José Izquierdo      |
| 20 | Inghilterra (bandiera) | C     | Solly March         |

| N. |                        | Ruolo | Calciatore       |
| -- | ---------------------- | ----- | ---------------- |
| 21 | Romania (bandiera)     | A     | Florin Andone    |
| 22 | Sudafrica (bandiera)   | A     | Percy Tau        |
| 23 | Inghilterra (bandiera) | P     | Jason Steele     |
| 24 | Paesi Bassi (bandiera) | C     | Davy Pröpper     |
| 26 | Spagna (bandiera)      | P     | Robert Sánchez   |
| 29 | Svizzera (bandiera)    | A     | Andi Zeqiri      |
| 31 | Inghilterra (bandiera) | P     | Christian Walton |
| 33 | Inghilterra (bandiera) | D     | Dan Burn         |
| 34 | Paesi Bassi (bandiera) | D     | Joël Veltman     |
| 41 | Inghilterra (bandiera) | C     | Max Sanders      |
| 44 | Svezia (bandiera)      | A     | Peter Gwargis    |
| 46 | Inghilterra (bandiera) | D     | Haydon Roberts   |
| 47 | Inghilterra (bandiera) | C     | Teddy Jenks      |
| 52 | Francia (bandiera)     | D     | Romaric Yapi     |
| 53 | Belgio (bandiera)      | D     | Lars Dendoncker  |
| 54 | Inghilterra (bandiera) | C     | Jensen Weir      |
| 67 | Germania (bandiera)    | C     | Reda Khadra      |